# مت اینگرام
مت اینگرام (انگلیسی: Matt Ingram؛ زادهٔ ۱۸ دسامبر ۱۹۹۳) بازیکن فوتبال اهل بریتانیا است.
از باشگاه‌هایی که در آن بازی کرده‌است می‌توان به باشگاه فوتبال هیز و یدینگ یونایتد، باشگاه فوتبال وایکام واندررز، باشگاه فوتبال نورث‌همپتون تاون، باشگاه فوتبال لوس، باشگاه فوتبال کویینز پارک رنجرز، باشگاه فوتبال آکسفورد سیتی، و باشگاه فوتبال هال سیتی اشاره کرد.